# Диференцијални појачавач
Диференцијално појачало је врста електронског појачала који појачава разлику између два напона, али не појачава посебне напоне.

## Теорија
Многи електронски уређаји користе диференцијална појачала интерно.
Излаз идеалног диференцијалног појачавача дата је:
{\displaystyle V_{\text{out}}=A_{\text{d}}(V_{\text{in}}^{+}-V_{\text{in}}^{-})}
Где {\displaystyle V_{\text{in}}^{+}} и {\displaystyle V_{\text{in}}^{-}} су улазни напони и {\displaystyle A_{\text{d}}} је диференцијални добитак.
У пракси, међутим, добитак није сасвим једнак за два улаза. То значи, на пример, да ако {\displaystyle V_{\text{in}}^{+}} и {\displaystyle V_{\text{in}}^{-}} једнаки, излаз неће бити нула, као било би у идеалном случају. Реалнија израз за излаз диференцијалном појачала тако укључује други мандат.
{\displaystyle V_{\text{out}}=A_{\text{d}}(V_{\text{in}}^{+}-V_{\text{in}}^{-})+A_{\text{c}}\left({\frac {V_{\text{in}}^{+}+V_{\text{in}}^{-}}{2}}\right)}
{\displaystyle A_{\text{c}}} зове заједнички режим добитак од појачала.
Као диференцијална појачала се често користе за нулту буке или пристрасности-напоне који се појављују на оба улаза, ниско-заједнички режим добитак је обично жељени.
Заједнички режим одбацивање однос (ЦМРР), обично дефинише као однос између диференцијал-моде добит и заједнички-мод појачања, указује на способност појачала за прецизно откаже напоне који су заједнички за оба улаза. Заједнички режим одбијање однос је дефинисан као:
{\displaystyle \mathrm {CMRR} =10\log _{10}\left({\frac {A_{\mathrm {d} }}{A_{\mathrm {c} }}}\right)^{2}=20\log _{10}\left({\frac {A_{\mathrm {d} }}{|A_{\mathrm {c} }|}}\right)}
У савршено симетричног диференцијалног појачала, {\displaystyle A_{\text{c}}} је нула и ЦМРР је бесконачна. Имајте на уму да је диференцијал појачало општији облик појачала него један са једним улазом; уземљивањем један улаз диференцијалног појачала, а сингле-ендед појачала резултате.

## Дуго-репни пар

### Историјска позадина
Диференцијална појачала се обично спроводи са основном колом зове дуго репом пар. Ово коло је првобитно реализован помоћу пар вакуум цеви с. Коло функционише на исти начин за све три-терминалних уређаја са текућег добитка. На дуги реп отпорник склоп пристрасности тачке су у великој мери одређује Омов закон и мање од активних компоненти карактеристикама.
Дуго репни пар је развијен од ранијег познавања техника погурај-повуци кола и мерних мостова. А изгледа да је то требало да буде прави дуго репом пар већ је објављен са грешком цртање. Најранији дефинитивно дуго репом пар кола појављује у патента подноси Алан Блумлеин у 1936 До краја 1930-их топологија је добро успостављена и да су описани од стране различитих аутора, укључујући Оффнер (1937), Шмит. (1937) и Тоенниес (1938) и то је посебно користи за детекцију и мерење физиолошких импулса.
Дуго репоми пар се веома успешно користи у раном британском рачунарству, пре свега Пилота АЦЕ модел и потомци, Вилкс 'ЕДСАЦ, а вероватно други дизајниран од стране људи који су радио са Блумлеин или својих вршњака. Дуго репом пар има много атрибута као прекидач: углавном имуни на цев (транзистор) варијација (од великог значаја када машине садржане 1.000 или више цеви), висок добитак, добије стабилност, висока улазна импеданса, средњи / низак излаз импедансе, добри Цлиппер (са не-превише-дугог репа), не-инвертујући (ЕДСАЦ садржао никакве инвертора!) и велике осцилације излазног напона. Једина мана је да излазни напон љуљашка (типично ± 10-20 В) је наметнут висок ДЦ напон (200 В или тако), захтева негу у спојницом сигнала, обично неки облик широког опсега ДЦ спојницом. Многи рачунари овом тренутку покушао да избегне овај проблем користећи само АЦ-спојено пулс логику, који су их веома велики и сложен превише (ЕНИАЦ: 18.000 цеви за 20 цифра) или непоуздан. ДЦ спојен кола постала норма после прве генерације вакуум цеви рачунара.

### Конфигурације
Диференцијални (дуго белорепни, емитер-заједно) пар појачала се састоји од две фазне допуне са заједничким ( емитером, извором или катодама) дегенерација.

#### Диференцијална излаз
Са два улаза и два излаза, ова формира диференцијал појачала фазу (слика 2). Две базе (или мреже или капије) су инпути који се различито Појачани (одузети и умножава) по пару, они могу да се храни са диференцијалом (балансирани) улазног сигнала, или један улаз може бити основана да формирају фазни сплиттер кола. Појачавач са диференцијалним излазом може возити плутајући оптерећење или другу фазу са диференцијалним улазом.

#### Једно-крајни излаз
Ако диференцијал излаз није пожељна, онда само један излаз може да се користи (узети из само једне од колектора (или анода или канализацију), без обзира на остале излаз без колектора индуктор, ово конфигурација се назива сингле-ендед излаз. добитак је упола мањи него у фази са диференцијалном излазу. Да бисте избегли жртвујући добитак, диференцијал за сингле-ендед конвертором могу искористити. Ово се често спроводи као огледало тренутног (слика 3).

### Операција
Да објасни операцију кола, четири посебна режими су изолована доле мада, у пракси, неки од њих делују истовремено и њихови ефекти су наметнути.

#### Поларизација
За разлику од класичним амплификацију фазама које су пристрасни са стране основе (и тако да су високо β-зависни), диференцијални пар директно пристрасан са стране на емитера потапању / убризгавањем укупну мирној струју. Серија негативна повратна (емитер дегенерација) чини транзистори се понашају као стабилизатора напона, она их приморава да прилагоде своје VBE напони (басе струје) да положе мировања струје кроз колектор-емитера саобраћајница. Дакле, због негативне повратне, мирана струја зависи мало од β транзистора екипе.
У поларизацији базне струје потребне да евоцирају мировања сборника обично долазе из земље, пролазе кроз извора улазних и унесите базе. Дакле, извори морају да буду галвански (ДЦ) да обезбеде путање за биасинг струја и ниске отпорни довољно да не створи значајан напона преко њих. Иначе, додатни елементи ДЦ треба да буде повезан између база и терену (или позитивног напајања).

#### Нормални мод
На заједничком моду (две улазне напоне променити у истим правцима), два напона (емитера) следбеника сарађују једни са другима, раде заједно на заједничком високо-отпорном емитеру оптерећења ("дуги реп"). Сви они заједно повећавају или смањују напон заједничке тачке емитера (фигуративно говорећи, они су заједно „повући“ или „сруши“ то тако да се креће). Поред тога, динамичко оптерећење „помаже“ да тако мења своју инстант Омско отпор у истом правцу као улазни напон (што се повећава када напон повећава и обрнуто). Тако држећи се константног укупног отпора између две шине снабдевања. Постоји пуна (100%) негативна повратна; две улазне базе напона и промена емитера напона истовремено док се колектор струје и укупна струја се не мењају. Као резултат тога, излазни колектор напона се не мења.

#### Диференцијални режим
Нормално. У диференцијалном моду (две улазне напоне променити у супротним правцима), два напонска (емитера) следбеника се супротстављају једни другом - док један од њих покушава да повећа напон заједничке емитерске тачке, други покушава да га смањи (фигуративно говорећи, једна од њих „вуче горе“ заједничку тачку, а други „вуче доле“ то тако да она остаје непокретна). Дакле, заједничка тачка не мења напон, он се понаша као виртуелни терен са магнитудом одређен од стране истофазних улазних напона. Емитер елемента високо-отпорних не игра никакву улогу, јер се маневрише по другом ниском-отпорном емитеру следбеника. Не постоји негативна повратна од емитера напона, не мења се уопште када су улазни напони база промењени. Заједнички миран струја снажно усмерава између два транзистора и излазни напони колектор енергично променити. Два транзистори међусобно млевени своје емитере, тако, иако су заједнички колектор- фазе, они заправо делују као заједнички емитер- фазе са максималним добитком. Предрасуда стабилност и независност од варијација у параметара уређаја може се побољшати негативне повратне уведен преко катода / емитера отпорника са релативно малим отпорима.
Потрошен. Ако улазни напон мења диференцијал значајно (више од око стотину милливолтс), база-емитер спој транзистора возио доњег улазног напона постаје уназад пристрасан и његов колекционарни напон достиже позитивна шина напајања . Други транзистор (вођен вишим улазног напона) прожима и њен напон колектор почиње након уноса један. Овај режим се користи у диференцијалних склопки и ЕЦЛ капије.
Сломљен. Ако улазни напон наставља повећава и прелази базу-емитер пробојног напона, база-емитер спој транзистора возио доњег улазног напона поквари. Ако су улазни извори су ниске резистивни, неограничен струја ће тећи директно преко „моста“ између диоде два улаза извора и да ће их оштетити.
 На заједничком моду, емитер напон прати варијације улазног напона, постоји пуно негативне повратне спреге и добитак је минималан. У диференцијалној моду, емитер напон је фиксни (једнак овом заједничком улазног напона); нема негативне повратне спреге и добитак је максималан.

##### Једно-крајни улаз
Диференцијални пар се може користити као појачавач са једним-завршене улаз уколико један од улаза основана или фиксиран за референтног напона (обично, други колектор се користи као један-ендед излаз) Ово може бити мисли од . каскадна заједнички колектор-база и заједнички-фазе или као заједнички пуферованим-базне фази
Емитер-заједно појачало компензује температурне наносима, VBE је отказан, а Милер ефекат и транзистор засићење се избећи. Зато се користи за формирање Емиттер-заједно појачала (избегавајући Миллер ефекат), фаза сплитер кола (добијање два инверзни напон), ЕЦЛ капије и прекидачи (избегавајући транзистор засићење), итд

### Побољшања

#### Одашиљач сталаног извора струје
Миран струја мора да буде константна да обезбеди константне напоне колектора на заједничком моду. Овај услов није толико важно у случају диференцијални излаз, јер су два колектора напони ће истовремено варирати, али њихова разлика (излазни напон) неће варирати, само излаз опсег ће се смањити. Али, у случају сингле-ендед излаза, то је изузетно важно да се задржи константан струју јер излазни напон колектор ће се разликовати. Тако већа отпорност на струјни извор {\displaystyle R_{\text{e}}}, доњи {\displaystyle A_{\text{c}}} је, а боље ЦМРР. Константна струја потребна може се произвести повезивањем елемент (отпорник) са веома високом отпорношћу између дељене емитер чвора и пруге снабдевања (негативна за НПН и ПНП транзистора позитиван за), али то ће захтевати висок напон напајања. Зато је, у више софистицираним дизајном, елемент са високе диференцијал (динамички) отпор приближавању а Цонстант Цуррент Извор / хладњака је замењен за дуги реп (слика 3). Обично се спроводи од стране текућег огледалу због високог напона усаглашености (мали пад напона преко излазног транзистора).
Исти аранжман је у широкој употреби у цасцоде кола као добро. Може се генерализовати од стране еквивалентног коло се састоји од константне струје извор утовара по два повезан у паралелним извора напона са једнаким напонима. Садашњи извор одређује заједничку струју која тече кроз извора напона, док су извори напона поправити напон преко текућег извора. Емитер извор струје се обично спроводи као заједнички емитер транзистора-фази са константним напон база вожње са актуелним два заједничка база транзистора фазе. Дакле, овај аранжман може се сматрати као цасцоде састоји од каскадних заједнички-емитера и заједнички-базних фазама.

#### Колектор струјног огледало
Колектор отпорници могу бити замењен тренутном огледало, чија је производња део делује као активног оптерећења (слика 3). Тако диференцијални колектор струјни сигнал се конвертује један ендед напона сигнал без унутрашњих 50% губитака и добитак је изузетно повећава. То се постиже копирањем улазни колектор струје са десне на леву страну, где се величине две улазних сигнала додати. За ову сврху, улаз текуће огледала је повезан са десне излаз и излаз тренутног огледала је повезан са леве излаз диференцијалног појачавача.
Садашњи огледало инвертује десни колектор струје и покушава да га прође кроз леву транзистора који производи струју колектора леви. У средњем тачки између две леве транзистора, струје два сигнала (текуће промене) су одузети. У овом случају (диференцијал улазног сигнала), они су једнака и супротна. Дакле, разлика је дупло појединачни сигнал струје (ΔИ - (-ΔИ) = 2ΔИ) и диференцијал за сингле ендед конверзије је завршена без губитака гаин.

### Повезивање разматрања

#### Путујући улазни извор
То је могуће повезати плутајући извор између две базе, али је неопходно да се обезбеди путање за биасинг основних струја. У случају галванске извора, само један отпорник мора да буде повезан између једне од база и терену. Биасинг струја ће директно ући ову базу и индиректно (преко улазног извора) ону другу. Ако извор је капацитивни, два отпорници морају бити повезани између две базе и земљу да обезбеди различите путање за базне струје.

#### Улазна / излазна импеданса
Улазна импеданса диференцијалног пара веома зависи од режима за унос. На заједничком моду, два дела се понашају као заједнички колектор-фазе са високим емитера оптерећења, тако, улазни импедансе су изузетно високи. У диференцијалној режиму, они се понашају као заједнички-Емиттер фазе са основаних емитера, тако, улазни импедансе су ниске.
Излазна импеданса диференцијалне пара је висока (посебно за побољшану диференцијалног пара са Фиг. 3.).

#### Улаз / излаз опсег
Улазни напон заједнички режим може да варира између две шине за снабдевање, али не могу да постигну да их пажљиво јер неке напона (минимум 1 Волт) морају да остану преко излазних транзистора два садашњих огледала.

## Остала диференцијална појачала
Операциони појачавач, или оп-амп, је диференцијални појачавач са веома високим диференцијал-моде добитка, веома високих улазних импеданси, и ниском излазном импедансом. Применом негативне повратне, оп-амп диференцијални појачавач (слика 4) са предвидљивим и стабилан добитак може да се гради. Неке врсте диференцијалне појачала обично обухватају неколико једноставније диференцијалних појачала. На пример, инструментација појачало, потпуно диференцијал појачало, инструмент појачало, или изолација појачало се често граде од неколико оп-ампера.

## Примена
Диференцијални појачала се налазе у многим круговима који користе низ негативне повратне (оп-амп следбеник, не-инвертујући појачавач, итд), где је један улаз се користи за улазни сигнал, други за коментаре сигнала (обично спроводи од операциони појачавач с). За поређење, старомодне ИНВЕРТИНГ несиметричних оп-ампер из раних 1940-их могло схватити само паралелно негативне повратне информације од стране повезивање додатних отпорника мрежа (оп-амп инвертинг појачало је најпопуларнији пример). Заједничка примена за контролу точковима а или серво с, као и за сигнала амплификације апликације. У дискретна електроника, заједнички аранжман за спровођење диференцијални појачавач је дугорепним паром, који се такође обично налази као диференцијалне елемент у већини оп-амп интегрисаних кола. Дуго репом пар се може користити као аналогни мултипликатора са диференцијалном напоном као једним улазом и биасинг струје као други.
Диференцијални појачавач се користи као улазни фази емитер спојен логика капије и као прекидач. Када се користи као прекидач, „лево“ база / решетка се користи као улазни сигнал и „десно“ база / решетка је основана; излаз се узима са десне колектора / плоче. Када је улаз нула или негативан, излаз је близу нуле (али не могу да се засићени), када је улаз позитиван, излаз је највише-позитиван, динамичан рад је исти као појачала коришћење горе описаног.